# جوزيه ساراماغو
جوزيه دي سوزا ساراماغو (بالبرتغالية José de Sousa Saramago)‏ (16 نوفمبر 1922 - 18 يونيو 2010) روائي برتغالي حائز على جائزة نوبل للأدب وكاتب أدبي ومسرحي وصحفي. مؤلفاته التي يمكن اعتبار بعضها أمثولات، تستعرض عادة أحداثاً تاريخية من وجهة نظر مختلفة تركز على العنصر الإنساني. وصف هارولد بلوم ساراماغو بأنه «أعظم الروائيين الموجودين على قيد الحياة.. وأعتبره جزءًا مهمًا ومؤثرًا في تشكيل أساسيات المرجعية الأدبية الغربية» بينما أشاد جميس وود «باللهجة الفريدة في أعماله حيث أنه يروي رواياته كما لو أنه شخص حكيم وجاهل في الوقت نفسه».
بيعت أكثر من مليوني نسخة من أعمال ساراماغو في البرتغال وحدها وترجمت أعماله إلى 25 لغة. وبما أنه كان أحد مؤيدي الشيوعية اللاسلطوية، فإنه كان عرضة للنقد من قِبل بعض المؤسسات مثل الكنيسة الكاثوليكية والاتحاد الأوروبي وصندوق النقد الدولي، وكلها مؤسسات عارضها ساراماغو في كثير من القضايا. كان ملحداً وكان يؤمن أن الحب وسيلة لتحسين الوضع الإنساني. في عام 1992، أصدرت الحكومة البرتغالية بقيادة رئيس الوزراء أنيبال كافاكو سيلفا أمراً بإزالة روايته الإنجيل يرويه المسيح من القائمة القصيرة لجائزة أريستيون Aristeion Prize، زاعمين أنها مسيئة دينيًا. بعدما شعر باليأس بسبب هذه الرقابة السياسية على أعماله، غادر ساراماغو إلى جزيرة لانزاروت في جزر الكناري الإسبانية، وبقي فيها حتى وفاته عام 2010.
كان ساراماغو أحد الأعضاء المؤسسين للجبهة الوطنية للدفاع عن الثقافة في لشبونة في عام 1992، وأسس برلمان الكُتاب الأوروبي (EWP) بالتعاون مع أورخان باموق.
صدر له مؤخرًا في عام 2018 كتاب «دفتر سنة نوبل» وجاء ذلك بعد استلامه للجائزة بعشرين عامًا، حيث ترك مخطوطته في يد زوجته بعد وفاته.

## المراحل المبكرة من حياته
ولد ساراماغو عام 1922 لعائلة من الفلاحين الذين لا يمتلكون أرضاً في قرية آزينهاكا ‏، البرتغال، وهي قرية صغيرة ضمن مقاطعة ريباتيجو Ribatejo Province، والواقعة على بعد مائة كيلومتر شمال لشبونة. والداه هما خوسيه دي سوزا وماريا دي بيدادى. كانت كلمة "Saramago"، والتي تعني فجل بري في اللغة البرتغالية، هي كنية عائلته، وبالخطأ دُمجت مع اسمه عند تسجيله عقب ولادته. في 1924، انتقلت عائلته إلى لشبونة، حيث بدأ والده بالعمل كشرطي. بعد مضي عدة أشهر على انتقال الأسرة للعاصمة، توفي فرانسيسكو الذي كان يكبر ساراماغو بسنتين. كان ساراماغو يمضي فترة الإجازات مع جده وجدته في قرية Azinhaga. وعندما أصيب جده بسكتة دماغية وتحتم عليهم الانتقال إلى لشبونة لتلقي العلاج، يستذكر ساراماغو أنه خرج إلى حديقة المنزل، حيث كانت تتواجد بعض الأشجار، شجرة تين، شجرة زيتون حيث قام باحتضانها واحدة تلو الأخرى لكي يودعها وهو يبكي، عالماً أنه لن يعود مرة أخرى. وقال ساراماغو: 
«أن ترى وأن تعيش بين هذه الأشياء ثم لا تترك فيك أثراً مدى الحياة، فاعلم أنك لا تمتلك أي مشاعر.»
على الرغم من كونه تلميذا جيدا، إلا أنه انتقل إلى مدرسة مهنية وهو في سن الثانية عشرة، لعجز أهله عن دفع تكاليف دراسته.
بعد تخرجه، عمل ميكانيكي سيارات لمدة عامين. فيما بعد أصبح مترجماً، ثم صحفيا فأصبح مساعد رئيس تحرير صحيفة دياريو دي نوتيسياس، وهو المنصب الذي اضطر لتركه بعد ثورة القرنفل. بعد فترة من عمله كمترجم تمكن من إعالة نفسه والتفرغ للكتابة.
تزوج ساراماغو آيلدا ريس في سنة 1944 ورزقا بإبنة وحيدة أسمياها فيولانتي عام 1947. في عام 1986 التقى بالصحافية الإسبانية بيلار ديل ريو ليتزوجا سنة 1988 ويبقيا سوية حتى وفاته في شهر حزيران/يونيو من عام 2010. أصبحت ديل روي المترجمة الرسمية لكتب ساراماغو للإسبانية.

## حياته اللاحقة وشهرته عالميا
لم يحقق ساراماغو الشهرة ولم يُعرف عالمياً حتى بلغ سن الستين، بالتزامن مع نشر روايته الرابعة، Memorial do Convento. وهي قصة من الطراز الباروكي باروكية تدور أحداثها في محاكم التفتيش خلال  القرن الثامن عشر في لشبونة، وتحكي قصة حب بين جندي مشوه وعرافة شابة، كما أنها تحكي عن قس متمرد يحلم باختراع آلة للطيران. عندما تمت ترجمة هذه الرواية في عام 1988 تحت مسمى Baltasar and Blimunda (بواسطة Giovanni Pontiero) لفتت أنظار القراء حول العالم. فازت هذه الرواية بجائزة نادي PEN البرتغالي.
انضم ساراماغو إلى الحزب الشيوعي البرتغالي في عام 1969 وظل عضواً فيه حتى نهاية حياته. وقد كان باعترافه الشخصي متشائماً. أثارت أراؤه الكثير من الجدل في البرتغال، وبخاصة بعد نشر روايته الإنجيل يرويه المسيح.
وقد ثار غضب الكنيسة الكاثوليكية في البلاد بعدما صور ساراماغو المسيح وبشكل خاص الإله بأنه عرضة للخطأ، بل أنه أيضاً من البشر القاسين. لذلك قامت حكومة البرتغال المُحافظة، بقيادة رئيس الوزراء آنذاك كافاكو سيلفا، بعدم السماح لأعمال ساراماغو بالمنافسة على جائزة Aristeion Prize، بحجة أنها تسيء للمجتمع الكاثوليكي. نتيجة لذلك انتقل مع زوجته إلى لانزاروت، إحدى جزر الكناري.
تكون برلمان الكتاب الأوروبي (EWP) نتيجة اقتراح مشترك من قبل ساراماغو والتركي الحائز على جائزة نوبل أورخان باموق. وكان من المتوقع أن يُلقي ساراماغو كلمة كضيف شرف في البرلمان، لكنه توفي قبل حفل الافتتاح في عام 2010.

## وفاته وجنازته

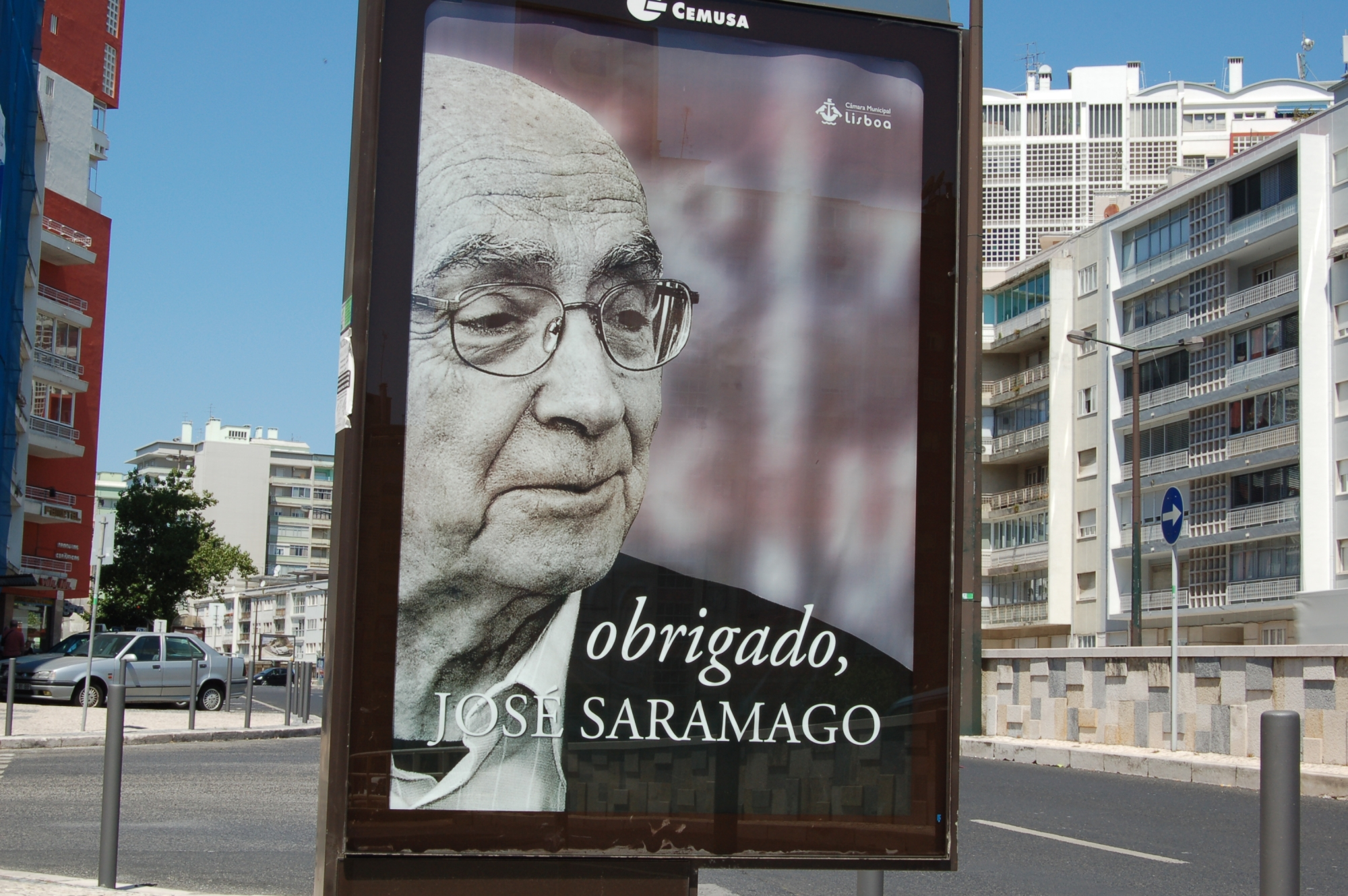
"شكرا ساراماغو"، لشبونة، أكتوبر 2010

عانى ساراماغو من اللوكيميا. توفي في الثامن عشر من شهر يونيو عام 2010 عن عمر ناهز 88 عاما، وقد عاش السنوات الأخيرة من عمره في لانزاروت. تقول عائلته أنه تناول الإفطار وتحدث قليلاً مع زوجته ومترجمته بيلار ديل ريو صباح يوم الجمعة، بعد ذلك شعر بالإعياء وتوفي. وصفته صحيفة الغارديان «كأفضل كاتب برتغالي في جيله»، بينما قالت فيرناندا إيبرستادت من صحيفة نيويورك تايمز «أنه اشتهر بشيوعيته الصارمة كما اشتهر بأدبه القصصي».
أثنت عليه مترجمته مارغريت جول كوستا، ووصفت «مخيلته الرائعة» كما أطلقت عليه «أعظم كاتب برتغالي معاصر». واصل ساراماغو كتاباته حتى وفاته. آخر عمل نشر له، المنور، نُشر عام 2011 بعد وفاته.
عانى ساراماغو من الإلتهاب الرئوي في السنة التي سبقت وفاته. وبعد أن أعتقد أنه شُفي تماماً من هذا الالتهاب، كان من المقرر أن يحضر مهرجان إدنبرة الدولي للكتاب في آب/أغسطس 2010.
أعلنت البرتغال الحداد لمدة يومين. كان هناك تحية شفهية من سياسيين دوليين بارزين مثل: لويس إيناسيو لولا دا سيلفا (رئيس البرازيل)، برنار كوشنار (وزير فرنسي) وخوسيه لويس ثباتيرو (الإسباني)، ومن كوبا قام كلا من راؤول كاسترو وفيدل كاسترو بإرسال أكاليل الزهور.
أُقيمت جنازته في لشبونة في العشرين من يونيو 2010، وتجاوز عدد المشيعين العشرين ألف شخص، الكثير منهم كان قد سافر مئات الكيلومترات، وقد لوحظ غياب رئيس البرتغالاليميني أنيبال كافاكو سيلفا والذي كان يقضي عطلته في جزر الآزور عندما تمت مراسم التأبين. كافاكو سليفا، رئيس الوزراء الذي أزال عمل ساراماغو من القائمة القصيرة لجائزةAristeion Prize، قال «أنه لم يحضر الجنازة لأنه لم يحظَ أبداً بشرف التعرف عليه». كان المُشيعون، الذين أثاروا تساؤلات عن سبب غياب كافاكو سيلفا في حضرة الصحفيين، يمسكون في أيديهم نسخاً قرنفلية اللون،  ترمز إلى ثورة القرنفل. أحرقت جثة ساراماغو في لشبونة، ودفن رماده في ذكرى وفاته، في 18 يونيو 2011، تحت شجرة زيتون تبلغ من العمر مائة سنة وتتواجد في الساحة التي تقع أمام مؤسسة جوزيه ساراماغو (Casa dos Bicos).

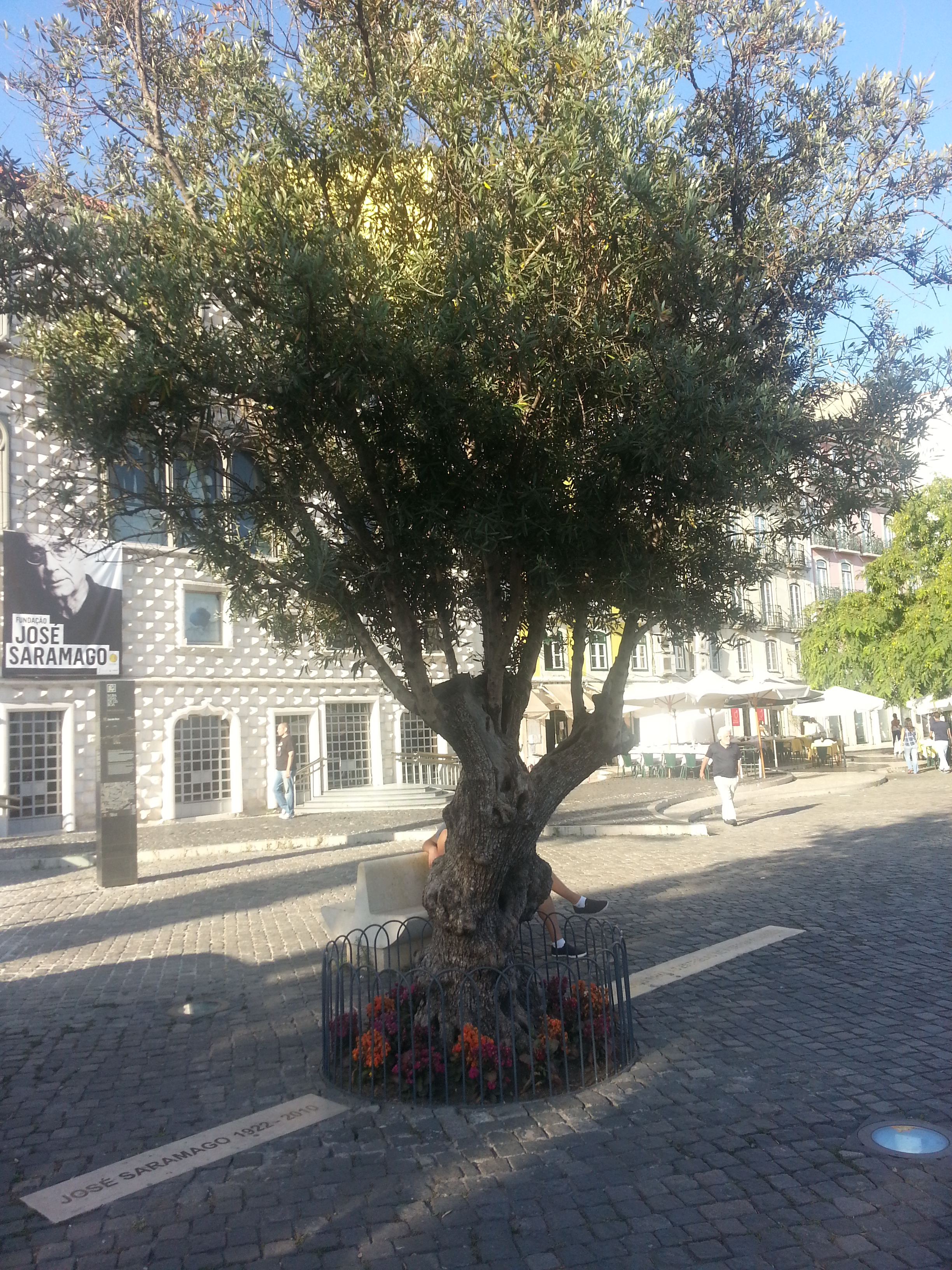
شجرة الزيتون التي يوجد تحتها رماد جوزيه ساراماغو

## روايته المفقودة
أعلنت مؤسسة جوزيه ساراماغو في شهر أكتوبر من عام 2011 عن نشر ما يسمى «الرواية المفقودة» بعنوان المنور (Claraboia بالبرتغالية)، وكانت قد كتبت في الخمسينات وظلت مدفونة في أرشيف أحد الناشرين الذين أرسلت المخطوطة الأصلية إليهم. لم يذكر ساراماغو هذا العمل في حياته. ترجم هذا العمل إلى عدة لغات.

## أسلوبه ومواضيعه

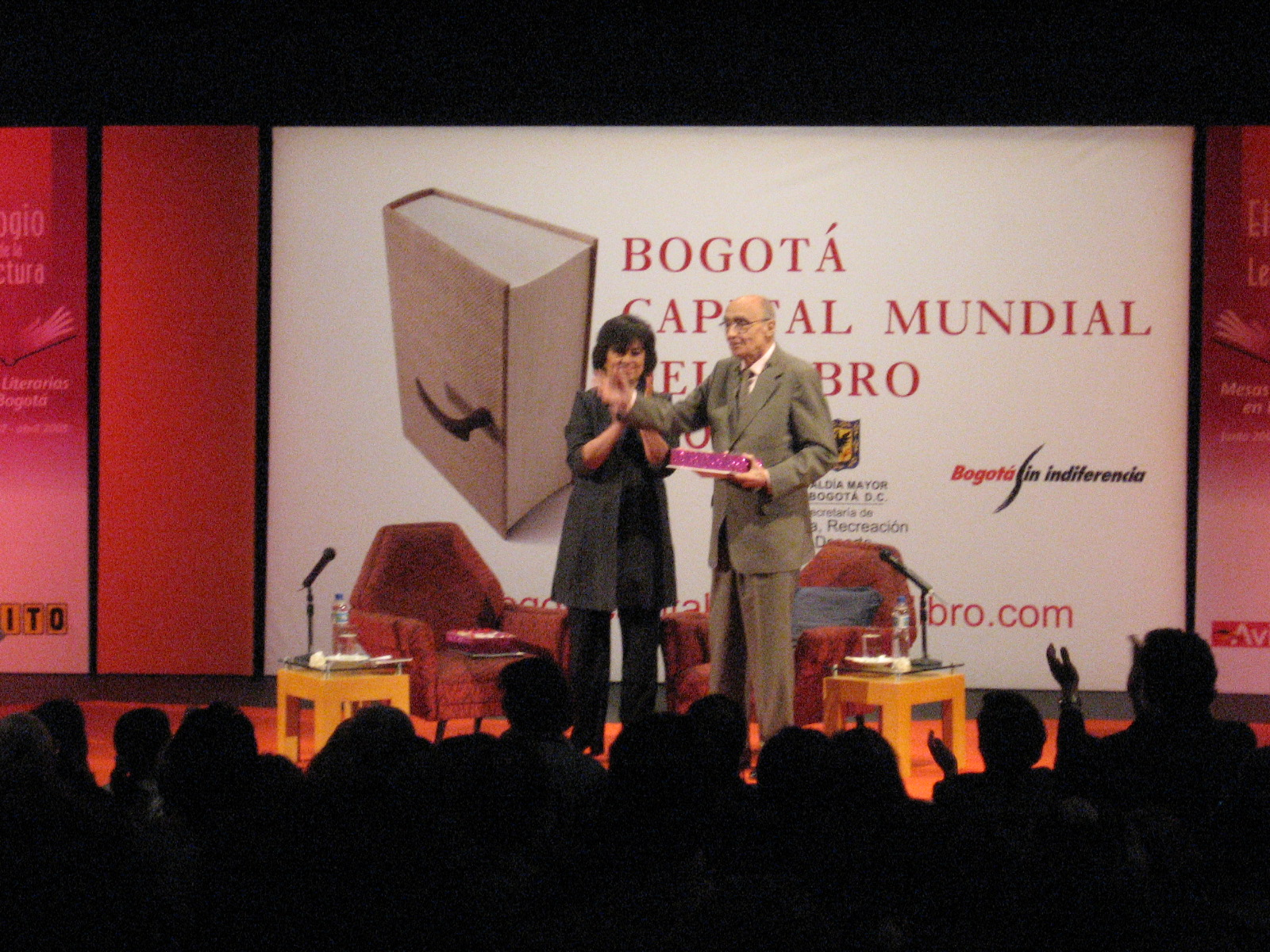
ساراماغو في مسرح جورج إلييسير غايتان في بوغوتا عام 2007

كان أسلوب ساراماغو التجريبي غالباً ما يتميز بالجمل الطويلة، والتي قد تتجاوز في بعض الأحيان الصفحة الكاملة. استخدم نظام الفترات الزمنية بقلة، واختار بدلاً من ذلك دفقًا من الفقرات المسترسلة غير المقيدة تصل ما بينها علامة الفاصلة. كانت الكثير من الفقرات في كتاباته تمتد لصفحات دون أي توقف لإجراء أي حوار، (والتي كان ساراماغو يفضل أن لا يضعها بين علامتي تنصيص). عندما يتغير المتحدث في أحد أعماله، يقوم ساراماغو بكتابة الحرف الإستهلالي بخط كبير إشارةً لبدء فقرةٍ جديدةٍ يكون المتحدث فيها مختلفًا. في أعماله كثيراً ما تتم الإشارة إلى مؤلفاته الأخرى. في رواية العمى، تخلى ساراماغو عن استخدام الأسماء تماماً، وبدلاً من ذلك كان يشير إلى كل شخصية عن طريق ذكر بعض صفاتها الفريدة أو المميزةٍ لها، كمثال على أسلوب ساراماغو الذي كان يركز بشدة على مواضيع الهويةٍ والغايةٍ في كل أعماله.
روايات ساراماغو عادة ما تطرح سيناريوهات مدهشة. في روايته الطوف الحجري التي ألفها عام 1986، تنفصل شبه الجزيرة الإيبيرية عن بقية أوروبا وتُبحر في المحيط الأطلسي. وفي رواية العمى التي ألفها عام 1995، نجد دولة بكاملها لا نعلم أسمها تُصاب بوباء غامض (العمى الأبيض). أما رواية سنة موت ريكاردو ريس''التي ظهرت عام 1984 (فازت بجائزة PEN وجائزة Independent لفئة الروايات الأجنبية)، أبدال أدبية ‏ للكاتب والشاعر فرناندو بيسوا تلتقي بالشاعر وتحاوره عاما كاملاً رغم كون الشاعر نفسه ميتاً. بالإضافة إلى ذلك، فإن روايته إنقطاعات الموت تجري أحداثها في بلد ينقطع الموت فجأة عن كل قاطنيه، لنرى التبعات الروحية والسياسية المترتبة على هذا الأمر، على الرغم من كون الرواية تنتقل من المنظور الكلي أو الإجمالي للمنظور الشخصي.
يطرح ساراماغو مواضيع جادة ويتعاطف مع الوضع الإنساني والعزلة الناتجة من حياة المدن الحديثة. الشخصيات في أعماله تعاني في حاجتها للتواصل مع الآخرين وتكوين العلاقات والترابط كمجتمع واحد، وأيضاً مع حاجتهم للإستقلالية، وإيجاد الغاية والكرامة خارج البنى السياسية والاقتصادية.
عندما طُلب منه أن يصف طقوسه اليومية في الكتابة في عام 2009، أجاب ساراماغو «أكتب صفحتين. ثم أقرأ وأقرأ وأقرأ.» 

## حياته الشخصية

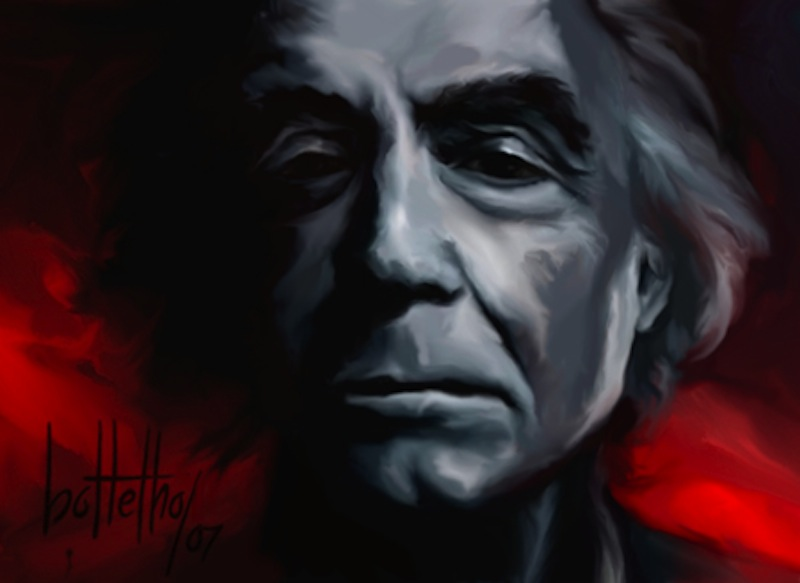
ساراماغو في رسمة للبرتغالي كارلوس بوتيلو

كان ساراماغو ملحداً. اعتقد كثيرون  أنه كان معاديا بشكل كامل للدين في مؤلفاته. وجهت له الكنيسة الكاثوليكية الكثير من النقد في مناسبات كثيرة بسبب محتوى بعض رواياته، وعلى الأخص الإنجيل يرويه المسيح
و قايين، حيث استخدم أسلوبًا تهكميًا ساخرًا واقتباسات من الكتاب المقدس لإظهار شخصية الإله بطريقة هزلية ومشوهة. انتقدت الحكومة البرتغالية روايته المنشورة عام 1991 O Evangelho Segundo Jesus Cristo
الإنجيل يرويه المسيح وشطبت اسم الكاتب من قائمة المرشحين لجائزة الأدب الأوروبي، مدعين أن هذا العمل الإلحادي أساء لمعتقدات الكاثوليكية البرتغالية.
الكتاب يصور المسيح والذي هو عرضة للرغبات البشرية، بأنه يعيش مع مريم المجدلية ويحاول التراجع عن عملية صلبه. في أعقاب قرار الأكاديمية السويدية بتقديم جائزة نوبل في الأدب لساراماغو، شكك الفاتيكان في أن القرار كان لأسباب سياسية، على الرغم من عدم تعليقهم على المحتوى الأدبي أو الجمالي في أعمال ساراماغو. رد ساراماغو بقوله: «إن الفاتيكان يمكن ترويعه بسهولة، خاصة من الناس المتواجدين في الخارج. عليهم أن يركزوا على صلواتهم ويتركوا الناس بسلام. أنا أحترم أولئك الذين يؤمنون، لكن ليس لدي أدنى احترام لهذه المؤسسة.»
كان ساراماغو من أنصار الفوضوية الشيوعية، وعضواً في الحزب الشيوعي البرتغالي. وعلى هذا الأساس كان ممثلاً للشبونة في الانتخابات المحلية عام 1989 في قائمة الائتلاف. وانتخب لرئاسة المجلس البلدي في لشبونة. كان ساراماغو أيضًا مرشحًا عن وحدة التحالف الديمقراطي
في كل انتخابات البرلمان الأوروبي من عام 1989 حتى 2009، على الرغم من أن احتمالية انتخابه كانت غير ممكنة في كثير من الأحيان.
كان ينتقد الاتحاد الأوروبي (EU) وسياسات صندوق النقد الدولي (IMF).
كثير من أعمال ساراماغو تُعرف بكونها تحوي نقدًا سياسيًا بطريقة غامضة، ولكن في المفكرة عبر ساراماغو عن معتقداته السياسية بشكل أوضح. هذا الكتاب الذي كُتب من وجهة نظر ماركسية، عبارة عن مجموعة مقالات من مدونته والتي كُتبت في الفترة الممتدة من أيلول/سبتمبر 2008 إلى أغسطس 2009. وفقاً لصحيفة الإندبندنت، «يهدف ساراماغو إلى اقتحام شبكة 'الأكاذيب المنظمة' التي تحيط بالبشرية، وإقناع القراء من خلال تقديم آرائه في سلسلة لا هوادة فيها وبشكل مُبسط، وتوجيه ضربات قاضية لهذه الأكاذيب.»  مواقفه السياسية أدت لمقارنته بالكاتب جورج أورويل: «عداء أورويل للإمبراطورية البريطانية يسير بمحاذاة حملات ساراماغو ضد الإمبراطورية المتمثلة في العولمة.» في حديثه لصحيفة ذا أوبزرفر في عام 2006 صرح بأن «الرسام يرسم، المُوسيقي يؤلف موسيقى، الروائي يكتب روايات. لكنني أعتقد أننا جميعاً نترك أثراً أو انطباعًا، وذلك ليس عائداً لطبيعة كوننا فنانين، ولكن بسبب كوننا مواطنين. كمواطنين، يتوجب علينا التفاعل والمشاركة، لأن المواطن هو من يغير الأوضاع. لا أستطيع تخيل نفسي خارج أي نوع من المشاركات السياسية أو الاجتماعية.»
خلال الانتفاضة الفلسطينية الثانية، وأثناء زيارته لمدينة رام الله في شهر آذار/مارس لعام 2002، قال ساراماغو: «ما يحدث في فلسطين هو جريمة من نفس طراز ما حدث في معسكر أوشفيتز... إحساساً بالحصانة يحيط بالشعب الإسرائيلي وجيوشه. لقد تحولوا إلى أشخاص منتفعين من الهولوكوست (المحرقة).»  احتج بعض النقاد على هذه الكلمات واعتبروها
معاداة للسامية. بعد مرور ستة أشهر، أوضح ساراماغو. "المزعج في تصريحي ليس أنني أدنت ما تقوم به السلطات الإسرائيلية، وارتكابها لجرائم حرب - فلقد اعتادوا على مثل هذه التصريحات. ما يزعجهم حقاً هي كلمات محددة لا يستطيعون تحملها. وبما أن ذكرت 'أوشفيتز'... ولاحظوا جيداً، بأنني لم أقل أن رام الله تشبه أوشفيتز، لأن ذلك سيكون شيئًا سخيفاً. ما قلته أن روح أوشفيتز كانت حاضرة في رام الله. كنا ثمانية كُتاب. جميعهم أدلوا بتصريحات تُدين إسرائيل، وولي سوينكا، برايتن بريتنباخ، فينشينسو كونسلو وآخرون. لم ينزعج الإسرائيليون من هولاء. ولكن حقيقة أني وضعت إصبعاً على جرح أوشفيتز جعلتهم يقفزون." 
خلال حرب لبنان 2006، انضم ساراماغو إلى  طارق علي، جون بيرغر، نعوم تشومسكي وآخرين في إدانة ما وصفوه بأنه «عمليات عسكرية طويلة الأمد، وممارسات اقتصادية وجغرافية لا تهدف إلا لتصفية الأمة الفلسطينية بشكل سياسي»
كان ساراماغو أحد مؤيدي الفيدرالية الليبرالية. في مؤتمر صحفي عام 2008 خاص بتصوير فيلم العمى تساءل في إشارة إلى الركود الاقتصادي عام 2008، «أين كانت كل تلك الأموال التي تدفقت على الأسواق؟ بشكل مقنن ودقيق؛ وفجأة ظهرت لكي تقوم بإنقاذ ماذا؟ حياة البشر؟ لا، بل البنوك.»، وأضاف قائلاً: «كان ماركس محقاً» كما أنه توقع «أن الأسوأ لم يحدث بعد.» 

## الجوائز والأوسمة
- 1995 - جائزة كاميوس
- 1998 - جائزة نوبل في الآداب
- 2004 - جائزة أمريكا  [لغات أخرى]‏
- 2009 - جائزة ساو باولو للآداب - القائمة المختصرة لفئة أفضل كتاب في السنة عن رواية مسيرة الفيل A Viagem do Elefante.[38]

### جائزة نوبل للآداب عام 1998
قامت الأكاديمية السويدية باختيار ساراماغو للحصول على جائزة نوبل للآداب. وجاء الإعلان بشكل مفاجئ له ولرئيس تحريره، لأنه كان على وشك السفر إلى ألمانيا لحضور معرض فرانكفورت للكتاب. أشادت لجنة نوبل «بالأمُثولات والحكايا الرمزية التي تفرضها مخيلته، بالإضافة إلى التعاطف والسخرية في أعماله»، بالإضافة إلى اتباعه «الأسلوب التشكيكي الحديث» فيما يتعلق بالحقائق الرسمية.

## مؤسسة جوزيه ساراماغو
أسسها جوزيه ساراماغو في يونيو 2007، وذلك بهدف حماية ونشر الإعلان العالمي لحقوق الإنسان، وتعزيز الثقافة في البرتغال مثل الدول الأخرى، وأيضاً حماية البيئة. تقع مؤسسة ساراماغو في المبنى التاريخي Casa dos Bicos في مدينة لشبونة.

## قائمة أعماله
| العنوان                               | السنة | العنوان العربي                        | السنة | ISBN |
| ------------------------------------- | ----- | ------------------------------------- | ----- | ---- |
| Terra do Pecado                       | 1947  | أرض الخطيئة                           |       |      |
| Os Poemas Possíveis                   | 1966  | قصائد محتملة                          |       |      |
| Provavelmente Alegria                 | 1970  | ربما الفرح                            |       |      |
| Deste Mundo e do Outro                | 1971  | هذا العالم والآخر                     |       |      |
| A Bagagem do Viajante                 | 1973  | أمتعة المسافر                         |       |      |
| As Opiniões que o DL teve             | 1974  | أراء تخص DL                           |       |      |
| O Ano de 1993                         | 1975  | سنة 1993                              |       |      |
| Os Apontamentos                       | 1976  | المفكره                               |       |      |
| Manual de Pintura e Caligrafia        | 1977  | كتاب الرسم والخط                      | 1993  |      |
| Objecto Quase                         | 1978  | حياة الأشياء                          | 2012  |      |
| Levantado do Chão                     | 1980  | ثورة الأرض                            | 2012  |      |
| Viagem a Portugal                     | 1981  | رحلة للبرتغال                         | 2000  |      |
| Memorial do Convento                  | 1982  | بالتازار وبوليميندا                   | 1987  |      |
| O Ano da Morte de Ricardo Reis        | 1984  | سنة موت ريكادرو ريس                   | 1991  |      |
| A Jangada de Pedra                    | 1986  | الطوف الحجري                          | 1994  |      |
| História do Cerco de Lisboa           | 1989  | تاريخ حصار لشبونه                     | 1996  |      |
| O Evangelho Segundo Jesus Cristo      | 1991  | الإنجيل يرويه المسيح                  | 1993  |      |
| Ensaio sobre a Cegueira               | 1995  | العمى                                 | 1997  |      |
| Todos os Nomes                        | 1997  | كل الأسماء                            | 1999  |      |
| O Conto da Ilha Desconhecida          | 1997  | قصة الجزيرة المجهولة                  | 1999  |      |
| A Caverna                             | 2000  | الكهف                                 | 2002  |      |
| A Maior Flor do Mundo                 | 2001  | أكبر زهرة في العالم                   |       |      |
| O Homem Duplicado                     | 2002  | الآخر مثلي ‏                           | 2004  |      |
| Ensaio sobre a Lucidez                | 2004  | البصيرة                               | 2006  |      |
| Don Giovanni ou O Dissoluto Absolvido | 2005  | Don Giovanni, or, Dissolute Acquitted |       |      |
| As Intermitências da Morte            | 2005  | إنقطاعات الموت                        | 2008  |      |
| As Pequenas Memórias                  | 2006  | الذكريات الصغيرة                      | 2010  |      |
| A Viagem do Elefante                  | 2008  | مسيرة الفيل                           | 2010  |      |
| Caim                                  | 2009  | قايين                                 | 2011  |      |
| Claraboia                             | 1953  | المنور                                | 2014  |      |

## أعماله المترجمة إلى العربية
- العمى، ترجمة: محمد حبيب، سلسلة "مكتبة نوبل"، دار المدى للثقافة والنشر، دمشق، سوريا، 2002
  - ترجمة: علي عبد الأمير صالح
- الذكريات الصغيرة، ترجمة: أحمد عبد اللطيف، الكتاب عدد 28 في سلسلة الجوائز، الهيئة المصرية العامة للكتاب، القاهرة، 2008
- البصيرة، ترجمة: أحمد عبد اللطيف، الكتاب عدد 34 في سلسلة الجوائز، الهيئة المصرية العامة للكتاب، القاهرة، 2008
- قصة حصار لشبونة، ترجمة: علي عبد الرؤوف البمبي، هيئة أبو ظبي للثقافة والتراث، كلمة، أبو ظبي، 2010
- سنة ألف و 993، ترجمة: أمارجي، دار رواشن للنشر والتوزيع، 2019
- نصب الدير التذكاري، ترجمة: عبد الجليل العربي
- قابيل، ترجمة: علي عبد الأمير صالح
- قايين، ترجمة: صالح علماني
- كل الأسماء، ترجمة: صالح علماني
- انقطاعات الموت، ترجمة: صالح علماني
- الكهف: صالح علماني
- سنة موت ريكاردو ريس، ترجمة: أنطوان حمصي
- دليل الرسم والكتابة، ترجمة: أحمد عبد اللطيف
- الشبيه، ترجمة: سعيد بنعبد الواحد
- ثورة الأرض، ترجمة: أحمد عبد اللطيف
- مسيرة الفيل، ترجمة: أحمد عبد اللطيف

## روابط خارجية
- جوزيه ساراماغو على موقع IMDb (الإنجليزية)
- جوزيه ساراماغو على موقع الموسوعة البريطانية (الإنجليزية)
- جوزيه ساراماغو على موقع مونزينجر (الألمانية)
- جوزيه ساراماغو على موقع ألو سيني (الفرنسية)
- جوزيه ساراماغو على موقع ميوزك برينز (الإنجليزية)
- جوزيه ساراماغو على موقع إن إن دي بي (الإنجليزية)
- جوزيه ساراماغو على موقع ديسكوغز (الإنجليزية)
- جوزيه ساراماغو على موقع قاعدة بيانات الفيلم (الإنجليزية)